# The Paths of King Nikola
El The Paths of King Nikola és una competició ciclista per etapes que es disputa a Montenegro. La primera edició data del 2002, i el 2005 va entrar a formar part del calendari de l'UCI Europa Tour.

## Palmarès
| Any  | Vencedor        | Segon               | Tercer             |
| ---- | --------------- | ------------------- | ------------------ |
| 2002 | Ivan Denobile   | Miroslav Keliar     | Martin Cotar       |
| 2003 | Radoslav Rogina | Mitja Mahorič       | Valery Kobzarenko  |
| 2004 | Massimo Demarin | Tomislav Dančulović | Sebastian Skiba    |
| 2005 | Mitja Mahorič   | Hrvoje Miholjević   | Valter Bonka       |
| 2006 | Radoslav Rogina | Vladimir Koev       | Mitja Mahorič      |
| 2007 | Mitja Mahorič   | Vlado Kerkez        | Oleksandr Kvachuk  |
| 2008 | Mitja Mahorič   | Kristjan Fajt       | Pavel Shumanov     |
| 2009 | Radoslav Rogina | Peter Sagan         | Serguei Kolésnikov |
| 2010 | Vladimir Koev   | Robert Nagy         | Nazar Jumabekov    |